# Рошија де Амарадија (Горж)
Рошија де Амарадија (рум. Roşia de Amaradia) насеље је у Румунији у округу Горж. Oпштина се налази на надморској висини од 545 m.

## Становништво
Према подацима из 2002. године у насељу је живело 3504 становника, од којих су сви румунске националности.

### Хронологија
| Година       | 1992 | 1993 | 1994 | 1995 | 1996 | 1997 | 1998 | 1999 | 2000 | 2001 | 2002 | 2003 | 2004 | 2005 | 2006 | 2007 | 2008 | 2009 | 2010 | 2011 | 2012 | 2013 | 2014 | 2015 | 2016 | 2017 |
| ------------ | ---- | ---- | ---- | ---- | ---- | ---- | ---- | ---- | ---- | ---- | ---- | ---- | ---- | ---- | ---- | ---- | ---- | ---- | ---- | ---- | ---- | ---- | ---- | ---- | ---- | ---- |
| Становништво | 3553 | 3588 | 3579 | 3570 | 3562 | 3573 | 3541 | 3537 | 3561 | 3584 | 3582 | 3554 | 3563 | 3535 | 3518 | 3490 | 3407 | 3359 | 3327 | 3313 | 3291 | 3228 | 3196 | 3145 | 3145 | 3088 |